# Mateus Alex Santana
Mateus Alex Santana, também conhecido como Mateus Santana (Vila Velha, 17 de abril de 1996), é um basquetebolista brasileiro que atualmente defende o Maia Basket Clube, de Portugal.
Iniciou a carreira competindo nas categorias de base do Clube de Regatas Saldanha da Gama, no ano de 2010, transferindo-se para o CECRE/Vitória Basquete no ano seguinte, após rompimento entre os diretores do Saldanha da Gama, que comandavam o basquete do tradicional clube, que revelou para o mundo atletas como Sandro e Anderson Varejão.
Após destaque nas competições locais, Mateus passou a integrar as equipes principais do CECRE/Vitória Basquete, alcançando um vice-campeonato estadual adulto com apenas 16 anos de idade, além de convocações para a seleção capixaba, o que lhe rendeu sondagens de grandes clubes do cenário nacional, tais como Paulistano e Minas Tênis Clube.
Em 2013, Mateus transfere-se para o Minas para integrar as equipes sub-17, sub-19 e para jogar a LDB, permanecendo na equipe mineira por 2 (duas) temporadas, quando transfere-se para o Mogi das Cruzes, onde fica por 1 (uma) temporada.
Na equipe mogiana, Mateus passa a integrar a equipe profissional do clube, competindo ao lado de atletas como Shamell, Larry Taylor, Paulão e Lucas Mariano. 
À época, o grupo de jogadores era comandado pelo espanhol Paco García.
Após o final da temporada, transfere-se para o Macaé, onde também fica por 1 (uma) temporada e ajuda a equipe fluminense a se classificar para os play-offs do Novo Basquete Brasil, nos anos de 2016/17.
Sem muito espaço nas equipes profissionais, Mateus é convidado a juntar-se ao projeto do UNIFAE para jogar o Campeonato Paulista e o Campeonato Brasileiro de Clubes CBB, quando conquista o 3º lugar na competição nacional, anotando uma média de 7,8 pontos por jogo.
Eis que depois de 2 (duas) temporadas com a equipe sanjoanense, a pandemia de Covid-19 abrevia a carreira de Mateus, forçando-o a ficar dois anos inativos, devido ao cancelamento das mais variadas competições ao redor do país, sobretudo aquelas que a UNIFAE disputaria.
Em 2022, surge o interesse do Eléctrico F.C. em contar com os serviços de Mateus para a disputa da ProLiga de Portugal, momento ao qual Mateus, então, aventura-se a jogar no basquetebol português, não decepcionando em sua jornada e anotando médias de 10,9 pontos e 9,0 rebotes por jogo. 
Na equipe de Ponte de Sor, Mateus formou a dupla de torres gêmeas no garrafão ponte-sorense com outro brasileiro, o pivô Caio Oliveira, todavia seus esforços não foram suficientes para evitar a queda de divisão do Eléctrico F.C., que passou por radical reformulação durante a competição.
Já na temporada de 2023/24, foi contratado pelo KK Naviko Akademija FMP, de Escópia, Macedônia do Norte, para jogar a Prva Liga, primeira divisão de basquete do país. Lá obteve média de 7,8 pontos e 6,6 rebotes por jogo.
Para 2024/25, Mateus assina com o Illiabum Clube e retorna a Portugal para novamente disputar a ProLiga, juntando-se à equipe de Aveiro e disputando apenas 9 (nove) partidas, com médias de 7,6 pontos e 5,1 rebotes. 
Com a saída repentina do Illiabum Clube, transfere-se para o Maia Basket Clube, também de Portugal, para jogar o restante da jornada 2024/25 da ProLiga.